# Нерсесян, Левон Грачьевич
Левон Грачьевич Нерсесян (арм. Լևոն Հրաչյայի Ներսիսյան, 24 декабря 1931, Эривань — 27 ноября 1999, Ереван) — армянский советский литературовед, писатель, педагог высшей школы и артист.

## Биография
Сын армянского советского актёра Грачья Нерсесяна (1895—1961). Учился в ереванской средней школе № 8, затем — в школе № 20, которую окончил в 1949 году.
В 1954 году окончил романо-германское отделение филологического факультета Ереванского государственного университета, в 1954—1957 годах учился в аспирантуре там же.
В 1954—1957 годах был старшим редактором киностудии «Арменфильм», в 1959 году — научным сотрудником Художественного института АН Армянской ССР, с 1957 года преподавал в Ереванском университете, с 1992 года — доцент.

## Фильмография
- 1988 — Тринадцатый апостол

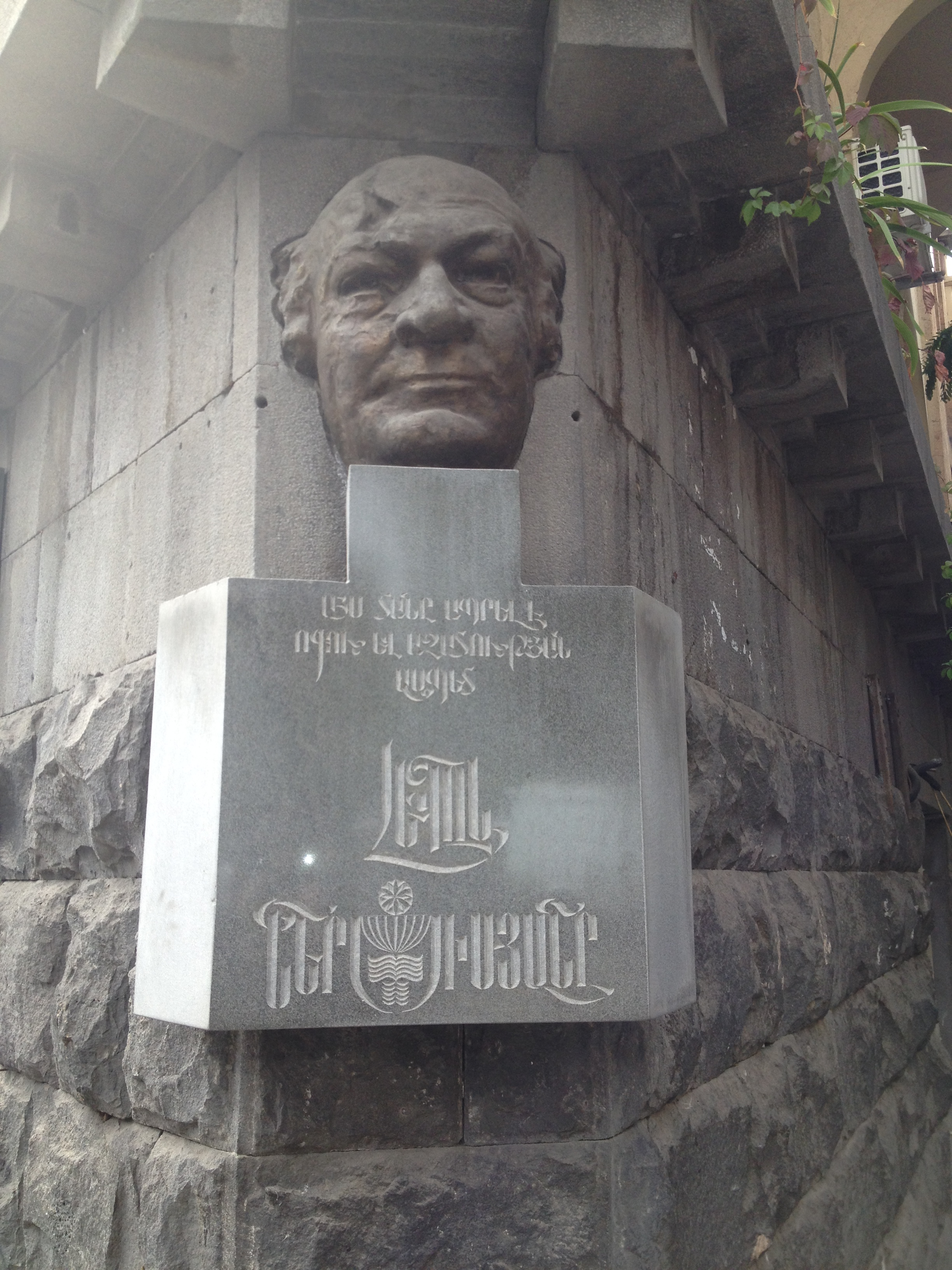
Мемориальная доска в Ереване (проспект Маштоца, 39)

- 1985 — Апрель (короткометражный)
- 1983 — Крик павлина
- 1982 — Механика счастья
- 1976 — Рождение

## Память
Мемориальная доска в Ереване (проспект Маштоца, 39).